# Povijest Hrvata Bosne i Hercegovine
Ovo je članak o povijesti Hrvata Bosne i Hercegovine. Ovaj članak je dio serije o povijesti Hrvata Bosne i Hercegovine, koja ima posebne, detaljne članke za sve ove teme. Ovaj članak se bavi poviješću hrvatskog naroda na teritoriju današnje Bosne i Hercegovine, od njegova dolaska na to područje do danas.

## Srednjovjekovna Bosna i Osmansko Carstvo

### Srednjovjekovna bosanska država
U VII. stoljeću Slaveni naseljavaju područje sadašnje Bosne i Hercegovine. Tijekom toga i sljedećih stoljeća Slaveni asimiliraju zatekle Kelte, Ilire i Rimljane, primaju kršćanstvo te, uz razvitak vlastite kulture i umjetnosti, oblikuju političke institucije i, konačno, vlastitu državu. Osnovna značajka toga perioda je djelomična izoliranost cijele regije od glavnih europskih kulturnih i političkih strujanja, što je rezultiralo relativno malom brojkom profanih i sekularnih spomenika (izuzetak su pučki nadgrobni spomenici - stećci ili dolmeni, kojih ima nekoliko desetaka tisuća i koji su svojevrsna narodna umjetnička ostavština). Područje današnje Bosne i Hercegovine je bilo podijeljeno u nekoliko zasebnih upravnih jedinica (Bosna, Hum, Travunja, Usora i Soli, Završje, Donji kraji), a nakon turskih osvajanja upravnom jedinicom postao je i veliki teritorij zapadno od tadašnje Bosne, povijesnog naziva Turska Hrvatska. U to vrijeme Bosna je obuhvaćala oko 20% sadašnje Bosne i Hercegovine i franjevci su joj od milja pridjenuli naziv "zemljica" (to horion). Na ovom mjestu treba spomenuti da je i na vrhuncu teritorijalne ekspanzije, za vrijeme dinastije Kotromanić, područje bosanskoga kraljevstva uključivalo oko 70% današnje BiH uz znatan dio Crne Gore i Hrvatske.
Stanovništvo je bilo slavensko, po svojim etničkim i vjerskim značajkama pripadajući istom etničkom supstratu kao i Hrvati. Osim samoga spomena hrvatskoga imena, to se vidi u mnogobrojnim etno-kulturnim obilježjima, kao što su jezik (čakavstina i štokavska ikavica, te zapadna ijekavština, što su sve karakteristike hrvatskoga jezika), glagoljsko i zapadnoćirilsko pismo (tzv. bosančica ili hrvatska ćirilica) kojim su pisane isprave, djela vjersko-nabožnog i umjetničkog sadržaja, a koje je istovjetno hrvatskoj ćirilici koja se rabila u Dalmaciji i sjevernohrvatskom primorju, pripadnost zapadnom civilizacijskom krugu, što se očituje u zapadnom katoličkom kršćanstvu (hrvatska Dalmacija i Bosna su potpadale pod istu vjersku jurisdikciju - Splitsku odnosno Dubrovačku dijacezu), te umjetničkim oblicima zapadne provenijencije (Romanika). Politički, većina je sadašnje Bosne i Hercegovine (uz kratke intervale, kao za vrijeme srpskog župana Časlava Klonimirovića ), pripadala hrvatskoj državi, bilo za vrijeme hrvatskih narodnih vladara Trpimirovića (IX. - XII.), bilo kao dio Hrvatsko-ugarskog kraljevstva. Jedan od simbola političkih veza Hrvatske i Bosne je i titula "ban", koju su bosanski vladari nosili od najranijih vremena. Svi bosanski kraljevi su bili katolici, i često (ne uvijek) se nalaze u rodoslovima hrvatskih dinastija. Kulturna strujanja, pogotovo za vrijeme posljednjih 150 godina predosmanske Bosne, sve su više isticala te značajke, tako da najznačajnija djela bosanske umjetnosti i pismenosti čine u Splitu nastali umjetnički rukopisi Hrvojev misal i Hvalov zbornik, iluminirani vjerski tekstovi stvoreni po narudžbi splitskog hercega i bosanskoga vojvode Hrvoja Vukčića Hrvatinića, "neokrunjenog kralja Bosne", te romanički zvonik i portal u Jajcu.
Istočna područja današnje Bosne i Hercegovine, prije svega Podrinje, Hum i Travunja (koji otprilike odgovaraju istočnoj Hercegovini i dijelu Crne Gore) su tek od XVI. stoljeća postali u velikoj mjeri pravoslavni (Podrinje je to bilo i prije). Asimilacijom pravoslavnih Vlaha, utjecaj srpske države i kulture se proširio i na taj dio zemlje, što je posebno došlo do izražaja nakon osvajanja toga područja od strane prvog bosanskog kralja Tvrtka Kotromanića, koji je uzeo u službu srpske pisare, pa, iako je centar njegovih političkih i kulturnih težnji ostao vezan za hrvatsko-katolički zapad (sam Tvrtko je bio i ostao katolik), određen broj bizantskih i srpskih civilizacijskih obilježja vidljiv je na njegovom dvoru.
Specifičnost srednjovjekovne Bosne čini hereza Bosanskih krstjana, koje su starija znanstvena istraživanja smatrala ogrankom dualističko-gnostičke sekte potekle od bugarskih Bogumila, no po općenito prihvaćenim novijim znanstvenim spoznajama radi se o vjerskoj sljedbi nastaloj iz zapadnog kršćanstva koja je kao osnovu imala nerazvijenu katoličku teologiju (uz neke organizacione elemente preuzete iz pravoslavnog monastva), a nastala je i održavala se zbog relativne izoliranosti bosanskog područja. Krstjani (kojima su pripadali, bar nominalno, i neki istaknuti bosanski velikaši kao vojvoda Hrvoje), nikad nisu činili većinu stanovništva, niti su stvorili vjersku organizaciju na državnoj razini, te su prirodno nestajali misionarskim radom dominikanaca i, posebno, franjevaca. Ostatak je progutala turska invazija.

### Osmansko razdoblje
Godine 1463. u munjevitom ratu, u svibnju i lipnju, nakon skoro osam desetljeća sustavnoga pustošenja i osvajanja, Turci su osvojili Bosansko kraljevstvo. Nakon što su izaslanicima bosanskoga kralja Stjepana Tomaševića obećali petnaestogodišnje primirje, velika je turska vojska u jačini od 150.000 ljudi u prvoj polovici svibnja krenula iz Drinopolja i kroz Skoplje, Kosovo i Sjenicu izbila na granice bosanskoga kraljevstva te kroz Podrinje provalila u središnju i gornju Bosnu. Za kratko vrijeme turski su osvajači osvojili tri glavna bosanska grada: Bobovac, Jajce i Ključ, a potom, pod prisilom, po kraljevoj zapovijedi, Turcima su se predali i ostali bosanski gradovi. Tada su Turci, po različitim podatcima, 100.000 domaćeg hrvatskog stanovništva odveli u zarobljeništvo i 30.000 mladića u janjičare. Turski pokušaj da tada osvoje i Hercegovinu ostao je bez uspjeha. Kralj Stjepan Tomašević je pogubljen pod Jajcem, nakon što je izdao zapovijed o predaji svojih gradova turskom osvajaču.
Prema turskim službenim podatcima: U Milodražu, između Fojnice i Visokoga, 28. svibnja, turski sultan Mehmed II. Osvajač, na traženje fra Anđela Zvizdovića, koji je zatražio slobodu vjerskog rada i slobodno ispovijedanje vjere katolicima u Bosni, izdao svečanu povelju - "Ahd-namu", kojom je franjevcima zajamčio slobodu rada u svom carstvu i slobodan povratak izbjeglih franjevaca. Razdoblje od 1463. do 1878. godine karakterizira stradanje i raseljavanje domaćeg hrvatsko-katoličkog stanovništva i plemstva, kao i islamizacija koja je uhvatila korijen zbog vise čimbenika, među kojima su najvažniji vjerski progon i nasilje, te inferiorni društveni položaj kršćana opterećenih raznim nametima, kao i institucija "devširme", prislinog odvođenja kršćanske djece i odgoja u islamskom duhu.
Nakon pada Srebreničke banovine 1520. godine Osmanlije su sve do austrougarske okupacije sustavno sprovodili genocid i kulturocid. Genocid jer je u osvajanjima i nasilnoj islamizarciji poginulo tisuće nevnih civila, iseljeno ili su ih Osmanlije odveli i roblje. Osmanska vlast bila je i kulturocid, jer su sustavno uništavajući sve tragove materijalne i nematerijalne kulture Hrvata Posavine i Bosne i Hercegovine. Duhovna i kulturna sjedišta, brojni samostani i crkve kojima je Bosna, Hercegovina i Posavina obilovala, nestali su u ognju, okupatori su promijenili imena naselja. Mali je dio hrvatskog katoličkog stanovništa preživio i ostao, stoljećima trpeći zulum, što se duboko urezalo kolektivno sjećanje naroda koje je živo i danas.
Dok su katolici potjecali skoro potpuno od autohtonog hrvatskog stanovništva, pravoslavni dio pučanstva su bili Vlasi i Srbi koji su se, zaštićeni turskim sustavom "milleta" širili iz postojbine u Podrinju, istočnoj Hercegovini i Crnoj Gori na ratom opustošena područja Turske Hrvatske (današnja Bosanska krajina). Osmanskom Carstvu veći dio tog perioda nije prijetila opasnost od neke pravoslavne vojne sile, pa su bili benevolentni prema srpskoj pravoslavnoj Pećkoj patrijaršiji, za razliku od Rimokatoličke crkve i njenih pripadnika, koji su bili najsumnjiviji vjerski element zbog trajnog ratnog stanja između Osmanlija i katoličkih država kao Habsburškog Carstva, Venecije (manjim dijelom), te Španjolske i drugih europskih država. Muslimani su većinom potjecali od autohtonog katoličkog (dijelom i krstjanskog, koje je posve nestalo turskim osvajanjem) stanovništva koje nije moglo izdržati pritisak vjerskih progona) te, manjim dijelom od islamiziranih pravoslavnih Vlaha i doseljenih Albanaca, kao i turskih i drugih azijskih doseljenika (općenito se smatra da ta kategorija nije pretežno zastupljena u etnogenezi Bosanskih Muslimana).
Od 1788. do 1791. godine traje habsburško-turski rat u koji je Monarhija ušla kao ruski saveznik. Monarhija je u rat ušla s 245.000 ljudi i 1150 topova. Austrijska vojska je zaglibila u petomjesečnoj opsadi tvrđave u Bosanskoj Dubici, na sadašnjoj granici Hrvatske i Bosne. Bečki dvor, koji je u ovaj rat ušao s naumom da vrati što je izgubio 1739., usprkos pojedinačnih uspjeha kao kasniji prodor u veći dio Bosne, ni ovaj puta nije bio bolje sreće. Jedini teritorijalni dobitak je bio uključivanje dijelova sadašnjih Like i Korduna u Hrvatsku. U razdoblju 1791. – 1815. dolazi do "prekrajanja" granica u i oko Bosne pod utjecajem Francuske revolucije i Napoleonovog carstva. Nakon kratkoživućih Ilirskih pokrajina dolazi do uspostave austrijske vlasti u kontinentalnoj Hrvatskoj i Dalmaciji. Istočno od Bosne i Heregovine, u Srbiji je izbio ustanak protiv Osmanskog Carstva, u kojem su srpske snage nakon početnih uspjeha (turske su snage doživjele poraz u nekoliko navrata) i općenacionalnog rata u kojem je lokalno muslimansko stanovništvo pobjeglo ili protjerano većinom u Bosnu i Hercegovinu, doživjele osipanje i slabljenje. No, sultanovim priznanjem samouprave Smederevskom sandžaku 1815. godine, položeni su temelji srpske države.
Period od 1815. do 1878. godine odlikuje opće opadanje osmanlijske vlasti u Bosni i Hercegovini. Nakon reorganizacije vojske (uništenje janjičarskog korpusa), u Bosni i Hercegovini dolazi do nemira među bosanskim muslimanskim plemstvom, tradicionalno povezanim s tom vojnom postrojbom, kao i do pobune lokalnih zapovjednika-kapetana (najpoznatija je neuspjela buna Husein kapetana iz Gradačca u sjevernoj Bosni, koji je s vojskom od 25.000 ljudi pokušao iznuditi uspostavu autonomije Bosne i Hercegovine pod upravom lokalnog muslimanskog plemstva, kao i prestanak socijalnih reformi ). U razdoblju nekoliko desetaka godina Osmansko Carstvo je poduzelo niz reformi s ciljem ostvarenja vjerske slobode, što je dovelo do otpora bosanskohercegovačkog muslimanskog plemstva i do još većeg antagonizma i polarizacije kršćanskog i muslimanskog stanovništva. No, zbog općeg gospodarstvenog rasapa, pritisaka muslimanskih tradicionalista, loše organizirane uprave, kao i sve jače vjerske i nacionalne samosvijesti, posebno kršćanskih stanovnika, te reforme su samo ubrzale urušavanje iznutra istruljelog sustava. Godine 1875. su u donjoj Hercegovini, na području Gabele i Hrasna, 19. lipnja, Hrvati pod vodstvom don Ivana Musića digli ustanak protiv turske vlasti zbog velikih poreza. Ubrzo su se pobunili i Srbi u istočnoj Hercegovini, a potom i čitavo kršćansko stanovništvo u Bosni i Hercegovini. Turske vlasti nisu mogle ugušiti ustanak i u rat s Turskom stupile su Srbija i Crna Gora 1876. godine, a godinu kasnije i Rusija. Borbe su dovršene 1878. godine, a Osmansko Carstvo je iz rata izašlo kao gubitnik. Tijekom ustanka, preko 150.000 domaćeg stanovništva je izbjeglo u Hrvatsku.

## Austro-Ugarska i Kraljevina Jugoslavija

### Austrougarsko razdoblje
Od 1878. do 1918. godine traje austrijska uprava u Bosni i Hercegovini. Tijekom toga perioda, najznačajni procesi koji su oblikovali društvo bili su: definitivno ponovno uključivanje Bosne i Hercegovine u kulturni i politički prostor Europe i konačna kristalizacija bosanskohercegovačkih Hrvata od etničko-vjerskih u moderne političke subjekte, ili, od naroda u nacije, integrirane u nacionalni korpus zajedno sa svojim sunarodnjacima izvan BiH. 
Znajući koliki utjecaj na narod u Bosni i Hercegovini ima Crkva, austrougarske su vlasti već nakon prvih godina svoje vladavine nastojale pod svoju kontrolu staviti sve vjerske i crkvene zajednice u BiH. Godine 1881. Austro-Ugarska je potpisala Konkordat s Vatikanom o uvođenju svjetovne katoličke hijerarhije u Bosni i Hercegovini. Njime su franjevci, koje austrijske vlasti nisu držale pouzdanim političkim elementom, izgubili pozicije u Bosni i Hercegovini koje su godinama držali, te su se morali podvrgnuti novoj svjetnovnoj hijerarhiji. 
U Bosni i Hercegovini je 1881. godine uspostavljena redovna crkvena organizacija. Za nadbiskupa vrhbosanskog postavljen je Josip Stadler. Ukinuta su oba apostolska vikarijata: bosanski i hercegovački, kao i misijski oblici djelovanja, umjesto kojih su uspostavljene tri biskupije: Vrhbosanska nadbiskupija sa sjedištem u Sarajevu, te Banjalučka i Mostarska biskupija. Stadlerovim dolaskom za nadbiskupa pokrenute su novine "Vrhbosna" i "Hrvatski dnevnik". Nadbiskup je podupirao rad brojnih dobrotvornih institucija, među kojima i sirotišta, te izgradio biskupijski dvor i katedralu u Sarajevu. 
Nova je austrougarska vlast koristila sva sredstva kako bi učvrstila svoju vladavinu u Bosni i Hercegovini, pa je tako računala i na značajan utjecaj katoličkog svećenstva među hrvatskim pučanstvom. Stoga je, 2. veljače 1882. godine iz Carske kancelarije u Beču upućeno pismo zahvale biskupu fra Paškalu Buconjiću u kojem se ističe održavanje katoličkog stanovništva u Hercegovini i obećaje dalja carska naklonost prema tom stanovništvu. 
Valja posebno istaknuti značenje prvih hrvatskih novina na tlu Bosne i Hercegovine što ih je pokrenuo i uređivao Franjo Milićević sa svojim suradnicima, a to su: "Hercegovački bosiljak" (1883.), "Novi hercegovački bosiljak" (1884.), "Glas Hercegovca" (1885.). Krajem devedesetih godina XIX. stoljeća franjevci su u Mostaru pokrenuli novi list - "Osvit", u kojem su zastupljene političke ideje pravaša Josipa Franka. Kao temeljnu odrednicu svoga programa, list je uzeo prirodno, povijesno i narodno pravo Hrvata u Bosni i Hercegovini na sjedinjenje s Banskom Hrvatskom i ostalim hrvatskim zemljama.
Potkraj devedestih godina XIX. stoljeća Hrvati u Bosni i Hercegovini osnivaju narodne čitaonice i kulturna i pjevačka društva, dok se početkom XX. stoljeća javlja sloj hrvatske inteligencije koji će odigrati značajnu ulogu u političkome i kulturnom životu Hrvata. Od 1902. godine s radom započinje Hrvatsko kulturno društvo Napredak koje će odigrati značajnu ulogu u buđenju hrvatske nacionalne svijesti Hrvata u Bosni i Hercegovini. Međutim, Hrvatima još uvijek nije dopušteno osnivanje političkih stranaka pod hrvatskim imenom. Tek je 1907. godine osnovana Hrvatska narodna zajednica (HNZ), koja je dobila dopuštenje djelovanja samo na gospodarskome i prosvjetnom planu. U danima pred aneksiju Bosne i Hercegovine 1908. godine Hrvatska narodna zajednica preuzima političku ulogu. Na njezinu se čelu u to vrijeme nalazio ugledni hrvatski političar i gospodarstvenik Nikola Mandić, koji je unatoč aneksiji odbacio ideju sjedinjenja Bosne i Hercegovine s Austro-Ugarskom. Politički program Hrvatske narodne zajednice uvelike se podudarao s politikom Hrvatsko-srpske koalicije u Banskoj Hrvatskoj. 
Nadbiskup Stadler i njegovi istomišljenici s takvom se politikom nisu slagali, pa su 1908. godine osnovali Hrvatsku katoličku udrugu, kojoj je pristupio i dio članstva Hrvatske narodne zajednice. Nova je stranka, za razliku od Hrvatske narodne zajednice, smatrala da sva politička udruženja u BiH trebaju održavati vjersku i nacionalnu podjelu stanovništva. Prema toj su ideji članovi organizacija bosanskohercegovačkih Hrvata mogli biti samo katolički Hrvati. Odnosi između dvije stranke bili su vrlo zaoštreni. Dok je redovno svećenstvo podržavalo Stadlerovu stranku, franjevci su bili skloniji Hrvatskoj narodnoj zajednici. Godine 1911. poseban papinski izaslanik posredovao je u sporu između dvije stranke i uspio ih izmiriti. Hrvatska narodna zajednica je imala povjerenje velike većine hrvatskog naroda tako da Stadlerov pokušaj da preko Hrvatske katoličke udruge preuzme vodstvo nije uspio.

### Kraljevina SHS/Jugoslavija
Od 1918. do 1941. godine Bosna i Hercegovina se nalazi u sastavu Kraljevine Srba, Hrvata i Slovenaca, kasnije prozvane Kraljevina Jugoslavija. Osnovno obilježje toga razdoblja je nastojanje Srba da se, koristeći se dominacijom u vojsci i politici, te relativnom brojnošću (oko 38-40 % ukupnog stanovništva BiH), nametnu kao dominantan čimbenik u zemlji s ciljem "srbizacije" nesrpskih naroda. U režimu ograničenog parlamentarizma i drastičnih izbornih manipulacija, kasnije i monarhofašističke diktature, državne pljačke provedene putem novčane unifikacije preko obezvrijeđenog novca iz zemalja izvan Srbije, te političkih ubojstava (Milan Šufflay, Ivo Pilar) i korupcije (sve energije u zemlji su se trošile na zaoštrene političke borbe, te su, zbog unutrašnje rastočenosti zemlje, dovele do brzoga kolapsa Kraljevine Jugoslavije u ratu s nacističkom Njemačkom). U prosincu 1918. godine proglašeno je osnivanje jugoslavenske države, koja je dobila ime: Kraljevina Srba, Hrvata i Slovenaca, pod vladavinom dinastije Karađorđevića.
Godine 1920. na izborima za Ustavotvornu skupštinu Hrvatska pučka seljačka stranka Stjepana Radića dobila je pedeset zastupničkih mjesta, što je bilo više od svih hrvatskih političkih stranaka zajedno. Zajedno, blok stranaka s programom velikosrpskog centralizma dobio je 44% glasova, anticentralističke hrvatske stranke 23%, dok je ostatak pripao slovenskim, muslimanskim i ostalim strankama s generalno anticentralističkim tendencijama, no poznatim po korupcionaškom i nagodbenjačkom stavu. Većinu glasova Bosanskih Muslimana dobiva stranka Mehmeda Spahe, Jugoslavenska muslimanska organizacija, dok Srbi Bosne i Hercegovine glasuju uglavnom za srpske stranke, Radikalnu i Demokratsku. Godine 1921. proglašen je tzv. "Vidovdanski ustav", kojim su ukinute povijesne granice zemalja koje su tvorile Kraljevinu SHS, te je sa svrhom srpske majorizacije i centralizacije država podijeljena u 33 oblasti. Većina zastupnika u Parlamentu (HSS, republikanci, socijaldemokrati) napustila je Skupštinu, pa je ustav izglasan "kupovinom" glasova većinom muslimanskih stranaka iz BiH, Kosova i Makedonije, bez kojih Parlament ne bi imao 50% saziva.
Srpski radikalni poslanik Puniša Račić je 1928. godine u beogradskoj Skupštini pucao u skupinu poslanika Hrvatske seljačke stranke. Ubio je Pavla Radića i Đuru Basaričeka, a teško ranio Stjepana Radića. Stjepan Radić je podlegao od zadobivenih rana 8. kolovoza 1928. godine. Ubojstvom političkog vođe hrvatskog naroda stvoren je nezacjeljivi raskol između Hrvata i Kraljevine Jugoslavije. Nakon atentata skupina hrvatskih nacionalista na čelu s parlamentarnim zastupnikom Hrvatske stranke prava u saveznoj skupštini Antom Pavelićem napušta zemlju i osniva ekstremni nacionalistički pokret Ustaše. Sljedeće godine kralj Aleksandar I. ukida Vidovdanski ustav i uvodi osobnu diktaturu. Pojačan je režim represije (ubojstva istaknutijih Hrvata, progoni Makedonaca i Albanaca, srpska kolonizacija u nesrpskim krajevima, teror političke policije).
U Marseillesu, 1934. godine ubijen je kralj Aleksandar I., kao "osveta" za suurotništvo u atentatu na Stjepana Radića. Organizatori atenatata bili su ustaški pokret i makedonski revolucionari, a atentator je bio Veličko Kerin. Ubijenoga kralja je naslijedio sin Petar II., umjesto kojega vlada regentsko vijeće. No, poslije godina diktature, ubojstva, korupcionaških skandala i nasilja, 1939. godine, suočeni s neuspjehom centralizatorske politike, srpski vladajući krugovi pristaju na kompromis. Dolazi do sporazuma između vođe Hrvatske seljačke stranke Vladka Mačeka i predsjednika vlade Dragiše Cvetkovića. Tim je sporazumom osnovana Banovina Hrvatska, koja je osim Savske i Primorske banovine obuhvaćala i kotare Dubrovnik, Šid, Ilok, Brčko, Gradačac, Derventa, Travnik i Fojnica. Time u Banovinu Hrvatsku ulazi oko 30% područja današnje Bosne i Hercegovine. Radikalni hrvatski nacionalisti su se protivili sporazumu, smatrajući da su bosanskohercegovački Muslimani, koje su oni smatrali integralnim dijelom hrvatskog naroda, ostavljeni na cjedilu. U nadležnost Banovine preneseni su poslovi gospodarstva, trgovine, industrije, socijalne politike i još neki drugi. Hrvatski ban postao je Ivan Šubašić.

## Drugi svjetski rat i socijalistička Jugoslavija

### Drugi svjetski rat
Drugi svjetski rat na području Hrvatske i Bosne i Hercegovine, koje su bile podijeljene na njemačku i talijansku interesnu sferu, trajao je od 1941. do 1945. godine. Tijekom rata glavne suprotstavljene sile su bile:
- okupacijske fašističke postrojbe, ojačane domaćim domobranskim i ustaškim snagama na području same marionetske NDH, koja je obuhvaćala Hrvatsku i Bosnu i Hercegovinu.
- srpske četničke postrojbe, s uporištem u Srbiji, te dijelovima NDH s većinskim srpskim stanovništvom, s nominalnim ciljem ponovne uspostave Kraljevine Jugoslavije, kao i praksom i programom pogroma i genocida nad Hrvatima i bosanskohercegovačkim Muslimanima.
- snage Komunističke partije Jugoslavije, s programom uspostave Jugoslavije kao federalne države sastavljene od nacionalnih republika (osim BiH, koja je zamišljena kao tronacionalna država), te društvenom revolucijom zasnovanom na sovjetskom staljinističkom modelu. Partizani (kako su komunisti uskoro postali poznati) su postali najdjelotvornijim borcima protiv njemačkih i talijanskih postrojbi, te njihovih saveznika.

Rat se na području čitave Jugoslavije uglavnom može podijeliti u 3 faze:
- u 1. fazi, komunisti podižu masovni ustanak protiv fašističkog okupatora u Srbiji i Crnoj Gori. Ustanak je slomljen do konca 1941.
- u 2. fazi, koja traje do približavanja sovjetske vojske granicama Jugoslavije sredinom 1944. godine, partizanska vojska vodi uglavnom iscrpljujući gerilski rat na području Hrvatske i Bosne i Hercegovine. Glavni neprijatelji su, osim njemačkih i talijanskih jedinica, vojne postrojbe NDH i četnici Draže Mihailovića.
- u 3. fazi, potpomognuta sovjetskom armijom, Titova jugoslavenska vojska vodi završne operacije uništenja protivničkih snaga, te potpuno ovladava teritorijem Jugoslavije. Po završetku rata, koji je i sam bio krvav, Titova komunistička vojska je počinila masovni ratni zločin masakra protivničkih snaga (ali i njihovih obitelji, te civila koji su se povlačili s poraženim snagama). Podatci o tako ubijenim vojnicima i civilima variraju, i kreću se od 80.000 do 250.000. Među njima je najviše stradalih Hrvata, i to preko 2/3. Nakon kravavog obračuna slijedi uspostava komunističke totalitarne dikature, s KPJ kao jedinim političkim subjektom i Josipom Brozom Titom kao nedodirljivim diktatorom.

Tijekom 1941. godine događaju se ustaški pokolji srpskog stanovništva na području Hrvatske i Bosne i Hercegovine, kao i četnički masakri hrvatskog i muslimanskog pučanstva. Masovni ustanak Titove komunističke vojske u Srbiji i Crnoj Gori, koji je slomljen do konca godine snažnom njemačkom i talijanskom ofanzivom uz pomoć srpskih fašista i četnika. Komunistički partizani su spali s oko 50.000 vojnika na 4.500 boraca koji su protjerani iz Srbije. Rat se nastavio s najvećim intenzitetom na području Hrvatske i Bosne i Hercegovine.
Presudno razdoblje za oblikovanje Bosne i Hercegovine, kao i cijele Jugoslavije u sljedećih pola stoljeća je bilo od 1942. do 1943. godine. Na vojnom planu dolazi do maksimalne koncentacije suprotstavljenih snaga: uz oko 160.000 njemačkih i 350.000 talijanskih, oružana sila NDH postiže snagu od preko 160.000, a četnici oko 80.000 vojnika. Komunistička vojska, u broju od 150.000 partizana, vodi teške gerilske bitke, izmičući pred ofanzivama protivnika i jedva probijajući obruče.
Odlučujuće bitke su vođene tijekom siječnja (tzv. Bitka na Neretvi ili 4. ofanziva) i svibnja (tzv. Bitka na Sutjesci ili 5. ofanziva) 1943. godine, obje s ciljem opkoljavanja i uništenja Titove vojskem obje skoro posve na području NDH. Najvažniji rezultat 4. ofanzive je bilo preživljavanje partizanskog pokreta koji je uspio vojno teško poraziti četnike i politički ih marginalizirati. U tim operacijama poginula je oko trećina partizana, od kojih oko 50 % Hrvata, ali četnički rojalistički pokret je slomljen kao realna politička opcija. U 5. ofanzivi, koja se protegnula preko jeseni, komunistička je vojska jedva probila njemačko-talijanski obruč uz teške gubitke. No, uz očuvanu jezgru, Tito je uspio kapitalizirati slom Fašističke Italije. Osim oružja, njegova je vojska naglo narasla masovnim priljevom novih boraca, najviše Hrvata i Slovenaca, tako da je do konca 1943. godine narasla na 300.000 ljudi. Na političkom planu najvažnije je zasjedanje vrhovnog partizanskog političkog tijela, AVNOJ-a, 29. studenoga 1943. godine u bosanskom gradu Jajcu. 
Godine 1944. na otoku Visu potpisan je sporazum između maršala Tita i bivšeg bana Banovine Hrvatske Ivana Šubašića, koji je postao predsjednik jugoslavenske kraljevske vlade u izbjeglištvu. Ivan Šubašić se obvezao da će njegova vlada priznati AVNOJ i pozvati narod da pristupa antifašističkom pokretu. Time su međunarodna zajednica i britanska vlada definitivno priznali legitimitet i vlast Titove Narodnooslobodilačke vojske Jugoslavije i njenih institucija.
Kapitulacijom Trećeg Reicha, 2. svibnja 1945. godine, dogodio se i slom Nezavisne Države Hrvatske. Nezavisna Država Hrvatska je prestala postojati 8. svibnja 1945. godine. Nakon kapitulacije NDH, u blizini austrijske granice, kod Bleiburga, započelo je masovno stradanje Hrvata od strane partizanske vojske, u koju je unovčeno mnoštvo amnestiranih četnika iz Srbije. U posljednjim borbama i u Križnom putu, poginulo je ili ubijeno oko 45.000 do 200.000 pripadnika oružanih snaga NDH ili civila. Najvjerojatnija brojka, po posljednjim istraživanjima, je oko 50.000. Veliki broj ih je pao u partizansko zarobljeništvo stradavajući na dugom Križnom putu Hrvata 1945. godine.

### Socijalistička Jugoslavija
U tom je razdoblju, Bosna i Hercegovina bila trostupanjski piramidalno ustrojena: privilegirana klasa, s neprijepornom dominacijom od policije do naobrazbe i gospodarstva su bili Srbi, što zahvaljujući svojoj relativnoj brojnosti, "zasluzi" stradanja u NDH (još pojačanom manipulacijom statistikama), premoći u komunističkom aparatu, kao i ulozi produžene ruke beogradskog centralizma svojih sunarodnjaka. Na drugom mjestu su dolazili bosanskohercegovački Muslimani, koje je vlast podupirala kao nositelje državnih struja u BiH i protutezu srpskim i hrvatskim nacionalnim ideologijama koje su uključivale BiH kao dijelove svojih nacionalnih država, te kao visokonatalitetna skupina koja je, odričući se mnogih orijentalno-islamskih zasada, ipak dobro došla kao most prema islamskim zemljama u Pokretu nesvrstanih. Uz zahvalnost komunističkoj Jugoslaviji koja im je priznala status nacije, te uspješnu indoktrinaciju kojom su "uspjeli" zaboraviti svoje masovno sudjelovanje u oružanim snagama NDH, bosanskohercegovački Muslimani su postali faktor broj 2. u Bosni i Hercegovini i jedni od najžešćih pristaša jugoslavenske države. Hrvati, kao najmalobrojniji i najsumnjiviji element, nosili su stigmu "reakcionarnog" katoličkog naroda, optuživani za genocide i brutalnosti NDH (od kojih su Muslimani dobrohotno ekskulpirani, a Srbi su, kao glavni komunistički krvnici još uživali privilegije zločina), podnijeli su sudbinu građana drugoga reda. Stalno sumnjičeni i policijski proganjani, njihova etnička područja svjesno gospodarski zanemarivana, prisiljavani na emigraciju (od ekonomskih emigranata iz BiH, Hrvati, koji su činili oko 1/5 stanovništva, davali su preko 2/3 emigranata), uz potiskivanje hrvatskog jezika i nametanje srpskog, od školstva do medija, Hrvati su bili posebno podvrgnuti totalitarnom policijskom režimu, sve s ciljem depopulacije i eliminiranja hrvatskog naroda kao "kanceroznog" elementa koji priječi ostvarenje stvarnog socijalističkog društva u Bosni i Hercegovini. U takvim je prilikama Bosna i Hercegovina dočekala raspad Jugoslavije.
Hrvatski nacionalni pokret, potaknut partijskim rukovodstvom hrvatskih komunista, izbija 1971. godine zbog dugogodišnje "puzeće" srbizacije. Dominacija beogradskih i srpskih medija, export-import poduzeća, odljev kapitala iz Hrvatske u istočne krajeve Jugoslavije, te "odljev" Hrvata na često teški i nisko-kvalificirani rad na Zapad, sve je to stvorilo kritičnu masu neraspoloženja prema Jugoslaviji kao maski za Srboslaviju. Pod pritiskom Tita i unitarističkih krugova, hrvatsko komunističko vodstvo je kapituliralo. Uslijedile su represije, oko 70.000 "nacionalno svjesnih" hrvatskih komunista je izbačeno iz Partije, 2.000 je osuđeno na razne zatvorske kazne, a nekoliko tisuća Hrvata je emigriralo.
Hrvatski nacionalni gerilci, njih 19 treniranih u Australiji, organiziraju desant, 20. lipnja 1972. godine, u blizini grada Bugojna, s ciljem podizanja ustanka protiv velikosrpske tiranije. Većina je poginula u sukobu s premoćnim jugoslavenskim vojnim i policijskim snagama, koje su u panici angažirale blizu 30.000 ljudi.
Godine 1974. donesen je posljednji jugoslavenski Ustav koji je preko konfederalnih elemenata pokušao očuvati zemlju od narastajućih tenzija i raspada. Tito je proglašen doživotnim predsjednikom, a nakon toga je predviđeno kolektivno predsjedništvo s rotacijom članova iz pojedinih republika. 
Meteorski uspon na vlast srpskog šefa komunističke partije Slobodana Miloševića događa se tijekom 1987. godine. On uskoro postaje glavnim organizatorom velikosrpskog pokreta, koji želi ostvariti otvorenu dominaciju Srba u Jugoslaviji kao policijskoj državi ekstremnoga oblika ili preko prekrajanja granica, srušiti Jugoslaviju u bilo kojem obliku i na razvalinama uspostaviti Veliku Srbiju koja bi uključivala cijelu Bosnu i Hercegovinu, kao i oko 70 % Hrvatske. Metode su bile različite: od masovnih nasilnih mitinga, policijske represije, prijetnji JNA, koja se sa 77 % srpskog oficirskog kadra počela transformirati u otvoreni instrument Miloševićeve politike, do krađe federalnih financijskih rezervi i nepoštedni medijski rat, prije svega protiv Albanaca i Hrvata, koji je imao za cilj homogenizirati i iskoristiti histerizirane srpske mase u Jugoslaviji za velikosrpski vojni pohod.
Na prvim slobodnim demokratskim izborima u Bosni i Hercegovini, u studenom 1990. godine pobijedila je koalicija tri najveće nacionalne stranke u zemlji sastavljena od Stranke demokratske akcije (SDA), Srpske demokratske stranke (SDS) i Hrvatske demokratske zajednice Bosne i Hercegovine (HDZ BiH). Nacionalne stranke su, bez obzira na povremena prepucavanja i uzajamne optužbe oko metoda agitacije (npr. nerijetko vezanje zelene zastave SDA i hrvatske šahovnice) i bojazan da se ne napravi politički savez Bošnjaka i Hrvata protiv Srba, ipak su uspostavile prešutni savez. Iako su se programski i politički međusobno razlikovale, osnovni razlog koji ih je povezivao i stvarao idilu harmonije i tolerancije bio je antikomunizam, odnosno zajednička želja da dotadašnjoj socijalističkoj vlasti u zemlji dođe kraj. Stranke su podijelile vlast po nacionalnom ključu, tako da je za predsjednika Predsjedništva Republike BiH izabran Bošnjak, prvobitno Fikret Abdić, koji je mjesto ustupio Aliji Izetbegoviću. Za predsjednika Skupštine izabran je Srbin Momčilo Krajišnik, a za predsjednika Vlade Hrvat Jure Pelivan. Sporazum o podjeli vlasti funkcionirao je za vrijeme izborne utrke, u pobjedi na izborima, te u podjeli funkcija, čime je ustvari i okončan.

## Rat u Bosni i Hercegovini

### Obrana od srpskog agresora
U ratu u Bosni i Hercegovini, Hrvati su zahvaljujući svojem samoorganiziranju putem Hrvatske zajednice, a poslije Hrvatske Republike Herceg-Bosne i njezinih oružanih snaga Hrvatskog vijeća obrane izborili svoj opstanak u Bosni i Hercegovini. Hrvatski narod u Bosni i Hercegovini prvi se organizirao politički i vojno protiv srpskog agresora. Ta njegova organizacija bila je temeljem nastojanja da se održi kao konstitutivan i suveren narod u Bosni i Hercegovini. U redovima hrvatskih vojnih postrojbi početkom rata u Bosni i Hercegovini s Hrvatima su se borili i Bošnjaci. 
Hrvatske obrambene snage osnivaju se 3. prosinca 1991., a Hrvatsko vijeće obrane formira se 8. travnja 1992. godine, kao vrhovno tijelo obrane hrvatskog naroda u BiH i zaštite drugih naroda u toj zemlji od bilo kojeg agresora. Hrvatska zajednica Herceg-Bosna utemeljena je 18. studenog 1991. godine, što je bilo u skladu s tadašnjim ustavnim rješenjima o osnivanju zajednica općina. U osnivačkim aktima Hrvatske zajednice Herceg-Bosne i Hrvatskog vijeća obrane nema separatističkih tendencija. Oružane postrojbe hrvatskog naroda (HVO) tako su se borile za opstojnost kako hrvatskog tako i bošnjačkog naroda tijekom srpske agresije na Bosnu i Hercegovinu. 
HVO je od velikosrpske agresije obranio zapadnu i središnju Hercegovinu te velik dio srednje Bosne (sve osim Jajca). Jedini veći gubitak, za Hrvate, bio je pad većine Bosanske Posavine (nije palo samo Orašje) jer je ta povijesna i zemljopisna mikroregija bila jedno od najbogatijih područja u BiH. Na tom području, Hrvati su bili većina i prema popisu stanovništva iz 1991. godine bilo ih je 131.542.

### Bošnjačko-hrvatski sukob
Budući da su svojom zakašnjelom i neorganiziranom obranom izgubili istočnu Bosnu (Podrinje), bošnjački prognanici su naselili pretežito srednju Bosnu s namjerom da Hrvate potisnu otud prema zapadu, tj. prema Hrvatskoj. Kad se Hrvati nisu i nakon prijetnji i pritisaka s bošnjačke strane htjeli povući sa svojih položaja i iz svojih naselja, počeli su manji incidenti i nesporazumi.
Krajem listopada 1992. godine izbija Bošnjačko-hrvatski sukob, u kojem Bošnjaci otvoreno napadaju svoje dojučerašnje saveznike Hrvate. Bošnjačka vojska u četiri ofenzive zauzela je velik dio prostora koji su bili pod kontrolom Hrvatskog vijeća obrane, gotovo cijelu sjevernu i srednju Bosnu i dio Hercegovine: Konjic, Jablanicu te istočne i sjeverne dijelove mostarske općine. U srednjoj i sjevernoj Bosni pod kontrolom HVO-a su ostali: Novi Travnik, Vitez, Busovača, Kiseljak, Kreševo, Žepče i šira područja oko tih gradova, Usora te dio travničke, zavidovićke i vareške općine.
Hrvati su se povukli iz svih zajedničkih organa vlasti Republike Bosne i Hercegovine, a 28. kolovoza 1993. godine Hrvatska zajednica Herceg-Bosna prerasta u Hrvatsku Republiku Herceg-Bosnu. Odluka o transformaciji Hrvatske zajednice Herceg-Bosne u Hrvatsku Republiku Herceg-Bosnu bila je u potpunosti pravno utemeljena na Owen-Stoltenbergom planu koji je predviđao uniju republika u Bosni i Hercegovini, no zbog činjenice da u to vrijeme plan još nije stupio na snagu, on se eksplicitno ne spominje u preambuli.
Bošnjačko-hrvatski sukob je eskalirao tijekom 1993. godine, a slabi početkom 1994. godine, kada političko-diplomatski pregovori između dvije zaraćene strane postaju sve jači i značajniji. U ožujku 1994. godine, u Washingtonu je potpisano primirje između Hrvata i Bošnjaka, a njihovi teritoriji su ujedinjeni u Federaciju BiH.

### Uspješne operacije protiv Srba
Nakon potpisivanja Washingtonskog sporazuma HVO je zajedno s Hrvatskom vojskom, a u nekim akcijama i sa  Armijom Republike Bosne i Hercegovine počeo nizati ratne pobjede protiv srpskog neprijatelja. U 7 uspješnih pobjedničkih operacija, HVO zajedno s HV-om, a u nekim akcijama i s Armijom BiH je oslobodio čitavu zapadnu Bosnu. Kruna uspješnih operacija je bila operacija Južni potez u kojoj su združene hrvatske snage izbile na 23 kilometra od Banje Luke, što je bilo u dosegu hrvatskog dalekometnog topništva. Srpske snage su razbijene i u kaosu se povlače prema Banjoj Luci, a zajedno s njima i nova kolona srpskih izbjeglica. Akcija Južni potez, prekinuta je na zahtjev međunarodne zajednice 15. listopada 1995. godine.

### Daytonski mirovni sporazum
Uspješne vojne operacije Hrvata, ali i intervencija NATO-a operacijom Namjerna sila natjerali su Srbe da sjednu za pregovarački stol. Daytonskim mirovnim sporazumom završio je rat u Bosni i Hercegovini. Jedan od najosnovnijih principa na kojima je Daytonski sporazum bio zasnovan je bila podjela Bosne i Hercegovine po ključu 51-49 (51% teritorija BiH Federaciji BiH i 49% Republici Srpskoj) koji je usaglasila tzv. kontakt grupa. Daytonski sporazum je djelovao da usaglasi dogovor o problematičnim pitanjima neke od kojih su bile: pravne, državne i teritorijalne nagodbe. 
Daytonski sporazum je efektivno završio rat, ali je ostavio mnoge stvari nerješene. Pored toga konačni dogovor ostvaren u Daytonu danas se smatra jednim od najkontraverznijih političkih rješenja proizašlih iz cjelokupne Jugoslavenske krize. Prema podacima koje je objavio Istraživačko-dokumentacijski centar iz Sarajeva, u Bosni i Hercegovini je tijekom rata poginulo ili nestalo 7.762 Hrvata (5.610 vojnika i 2.152 civila). Tijekom rata, Armija Republike Bosne i Hercegovine je prognala 128.343, dok je Vojska Republike Srpske prognala 155.040 Hrvata. Zbog ratnog stanja sa slobodnih prostora Bosne i Hercegovine, izbjeglo je 104.000 Hrvata.

## Nakon Daytonskog sporazuma

### Poslijeratno razdoblje
Rano poslijeratno razdoblje u Federaciji Bosne i Hercegovine spada u jedno od boljih vremenskih razdoblja za hrvatski narod u Bosni i Hercegovini. Hrvati su zahvaljujući svojem samoorganiziranju putem Hrvatske Republike Herceg-Bosne i njezinih oružanih snaga Hrvatskog vijeća obrane izborili svoj opstanak u Bosni i Hercegovini, u ratu u toj zemlji. 
U rujnu 1996. godine, na prvim izborima u Bosni i Hercegovini nakon rata očituje se političko jedinstvo hrvatskog naroda u Bosni i Hercegovini te HDZ BiH i nakon rata ostaje najjača politička snaga hrvatskog naroda. Nakon toga uslijedio je jaki gospodarski uspon Hrvata uz financijsku pomoć Republike Hrvatske. Hrvati postaju najprosperitetniji narod u Bosni i Hercegovini s jakim tvrtkama poput Aluminijskog kombinata u Mostaru i mesne industrije Lijanovići u Širokom Brijegu, najjačim bosanskohercegovačkim tvrtkama i Hercegovačkom bankom, srcem hrvatskog gospodarstva i hrvatskog napretka u Bosni i Hercegovini, koja je sama obavljala 36 % financijskih tijekova u Bosni i Hercegovini, više od trećine. 
Hrvati su u tom razdoblju imali svoju televizijsku kuću, Erotel, čiji se program, kao i programi HRT-a koje je Erotel reemitirao tijekom dana, mogao pratiti na čitavom području bivše Herceg-Bosne preko 41 zemaljskog odašiljača. Međunarodna zajednica, ne izravno, staje na stranu Bošnjaka, prvo prijetnjama gašenja Erotela u studenom 1999. godine, a zatim gašenjem signala te hrvatske televizije 17. veljače 2000. godine. Daljne odluke Visokog predstavnika na štetu Hrvata dovele su do proglašenja Hrvatske samouprave, 3. ožujka 2001. godine.

### Hrvatska samouprava
Dana 11. listopada 2000. godine, samo jedan mjesec prije općih parlamentarnih izbora, odlukama međunarodne zajednice izmijenjen je izborni zakon. Izmijenjenom odredbom, Bošnjaci mogu glasovati za hrvatske kandidate i obratno dok je ranije svaki konstitutivni narod glasovao samo za svoje predstavnike. Učinak ove promjene jednostavno omogućava da hrvatski predstavnici budu izabrani od strane stranke koje nemaju potporu hrvatskog biračkog tijela. Drugim riječima, glavni smisao Doma naroda FBiH - predstavljati kolektivna prava svakog konstitutivnog naroda, je poništen ovom mjerom.
Kao odgovor na to sazvan je Hrvatski narodni sabor u Novom Travniku, 28. listopada 2000. godine. Za predsjednika Predsjedništva Hrvatskog narodnog sabora izabran je Ante Jelavić, tadašnji predsjednik HDZ-a BiH i tadašnji hrvatski član Predsjedništva BiH. Usvojena je Deklaracija koja je proglasila suverenost hrvatskog naroda u BiH i zahtijeva drugačiji teritorijalni ustroj države BiH.
Hrvatski narodni sabor, navodeći kao dva izvora svoje legitimnosti rezultate referenduma, održanog 11. studenog 2000. godine i neustavnu prirodu promjena izbornog zakona, u Mostaru, je donio odluku o uspostavi Međužupanijskog - međuopćinskog vijeća kao oblike privremene Hrvatske samouprave u Bosni i Hercegovini i platformu za demokratsku i samoodrživu Bosnu i Hercegovinu.Nakon formiranja Međužupanijskog-međuopćinskog vijeća, Hrvatska samouprava kreće u napadne akcije kojima je novu vlast htjela uvjeriti da se ne može vladati bez Hrvata. Časnici i vojnici hrvatske komponente Vojske Federacije BiH pozvani su na samoraspuštanje. Većina časnika i vojnika, samovoljno, ovaj je poziv ispoštovala, te su vojarne HVO-a ostale prazne. Među carinicima i policajcima organizira se potpisivanje lojalnosti Hrvatskoj samoupravi. 
Zbog sumnje da Hercegovačka banka financira Hrvatsku samoupravu u Bosni i Hercegovini, pripadnici SFOR-a, 6. travnja 2001. godine, su blokirali zapadni dio grada Mostara, u kojemu se nalazilo sjedište Hercegovačke banke. Stabilizacijske snage međunarodne zajednice uništile su Hercegovačku banku i zaplijenili njezinu imovinu, nekih 15 milijuna konvertibilnih maraka, inventar, opremu i novac. Tako je zbog sumnje Međunarodne zajednice, Hercegovačka banka otišla u stečaj. Banka koja je bila srce hrvatskog gospodarstva i hrvatskog napretka u Bosni i Hercegovini otišla je u stečaj, a 4.500 gospodarskih subjekata ostalo je bez svoga novca, 90.000 štediša bez svojih štednji.
Na sedmom izvanrednom stranačkom saboru Hrvatske demokratske zajednice Bosne i Hercegovine, održanom 6. listopada 2001. godine u Mostaru faktički je objavljen kraj Hrvatske samouprave. Tada je kazano da je Hrvatska samouprava bila samo neuspjelo sredstvo da se riješi hrvatsko pitanje u Bosni i Hercegovini, dodajući da ona nije bila ni rješenje, ni pokušaj rješenja ovog pitanja.

### Sadašnje stanje
Danas među Hrvatima postoji želja za obnavljanjem Hrvatske Republike Herceg-Bosne, kao trećeg entiteta u Bosni i Hercegovini jer su Hrvati u lošem položaju u odnosu na druga dva konstitutivna naroda u BiH, Hrvati nemaju svoj nacionalni kanal na državnoj televiziji, a u Federaciji BiH česta su preglasavanja Bošnjaka nad Hrvatima u Domu naroda i Zastupničkom domu Parlamenta Federacije Bosne i Hercegovine, takvo što praktično je neizvedivo. Činjenica je da je u jednom dijelu BiH izvršeno etničko čišćenje, dok se u drugom dijelu različitim pritiscima i manipulacijama hrvatski narod dovodi u podređen položaj, što dovodi do iseljavanja Hrvata iz BiH. Krše se osnovna ljudska prava, a pri tome posebno nemogućnost korištenja hrvatskog jezika.
Napuštanje postojećeg dvoentitetskog ustroja BiH te decentralizirana država s državnom, srednjom i lokalnom razinom vlasti, najvažniji su dijelovi Deklaracije o načelima Ustava Bosne i Hercegovine koju su, 21. rujna 2007. godine, u Kreševu potpisali lideri šest bosanskohercegovačkih stranaka s hrvatskim predznakom. U Deklaraciji se naglašava potreba uspostave novog funkcionalnijeg i pravednijeg ustroja BiH prema kome ni jedan od konstitutivnih naroda neće biti privilegiran ni diskrimiran. Srednja razina vlasti bi se prema Deklaraciji uspostavila na temelju geografskih, etničkih, ekonomskih, prometnih i drugih bitnih kriterija.
Među hrvatskim političkim strankama u BiH: oba HDZ-a, HSP-u, HSS-u, NSRZB i HKDU-u postoji konsenzus i o federalizaciji BiH, a niti jedna od njih ne odbacuje mogućnost uspostave hrvatske federalne jedinice u sklopu Bosne i Hercegovine, koja bi imala višenacionalni karakter. Osnovni problem pri mogućoj uspostavi hrvatske federalne jedinice svakako će biti teritorijalno razgraničenje s ostale dvije federalne jedinice.
Ako dođe do uspostave hrvatske federalne jedinice, Hrvati Bosne i Hercegovine vratili bi se na poziciju političkog naroda bez kojega se ne mogle donositi odluke. Osim toga, imali bi svoju izvršnu, zakonodavnu i sudsku vlast, a prestalo bi sustavno nadglasavanje Hrvata na federalnoj razini. Time bi bilo omogućeno osnivanje javne televizije na hrvatskom jeziku, normalan razvoj gospodarstva, prestalo bi prelijevanje novca iz hrvatskih u bošnjačka područja, prestali bi i pritisci i na hrvatski jezik u prosvjeti i dr.

## Srodni članci
| - Hrvati Bosne i Hercegovine - Povijest Bosne i Hercegovine - Bosanskohercegovački Hrvati u srednjovjekovnoj Bosni i Osmanskom Carstvu - Bosanskohercegovački Hrvati u Austro-Ugarskoj i Kraljevini Jugoslaviji - Bosanskohercegovački Hrvati u 2. svjetskom ratu i Socijalističkoj Jugoslaviji | - Bosanskohercegovački Hrvati u Ratu u Bosni i Hercegovini - Bosanskohercegovački Hrvati nakon Daytonskog sporazuma - Kultura Hrvata Bosne i Hercegovine - Etnologija Hrvata Bosne i Hercegovine - Demografska povijest Hrvata Bosne i Hercegovine - Simboli Hrvata Bosne i Hercegovine |

## Unutarnje poveznice
| - Bosna i Hercegovina u srednjem vijeku - Franjevačka provincija Bosna Srebrena - Bosna i Hercegovina u Osmanskom Carstvu - Hrvatski narodni preporod u Bosni i Hercegovini - Bosna i Hercegovina u Austro-Ugarskoj - Država Slovenaca, Hrvata i Srba - Bosna i Hercegovina u Kraljevini Jugoslaviji - Drugi svjetski rat u Bosni i Hercegovini - Nezavisna Država Hrvatska | - Narodnooslobodilačka vojska i partizanski odredi Jugoslavije - Stradanje crkvenih osoba u ratu u Bosni i Hercegovini - Pokolj fratara u Hercegovini - Križni put (1945.) - Masakr u Bleiburgu - Socijalistička Federativna Republika Jugoslavija - Socijalistička Republika Bosna i Hercegovina - Josip Broz Tito | - Hrvatsko proljeće - Bugojanska skupina - Raspad SFRJ - Hrvatska Republika Herceg-Bosna - Hrvatsko vijeće obrane - Rat u Bosni i Hercegovini - Bošnjačko-hrvatski sukob - Federacija Bosne i Hercegovine - Hrvatska samouprava u Bosni i Hercegovini - Bosna i Hercegovina |